# 恭順皇貴妃
恭順皇貴妃（きょうじゅんこうきひ）は、清の嘉慶帝の側妃。姓は嘉慶帝の2番目の皇后孝和睿皇后と同じ鈕祜禄氏（ニオフル氏）(孝和睿皇后とは高祖父同士が又従兄弟の関係)。父は善慶。
嘉慶6年(1801年) に如貴人として入宮する。
嘉慶9年(1804年) 、嘉慶帝は懐妊した如貴人を如嬪に封じた。
嘉慶10年(1805年) 、皇后鈕祜禄氏が皇四子瑞親王綿忻を産む数時間前に、皇八女を産んだ。
嘉慶15年（1810年）、嘉慶帝は懐妊した如嬪を如妃に封じた。
嘉慶16年（1811年）、如妃は皇九女慧愍固倫公主を産んだ。
嘉慶19年、皇五子恵親王綿愉を産んだ。
嘉慶25年（1820年）、嘉慶帝が崩御し、道光帝が即位すると、皇考如貴妃に尊封された。
道光26年（1846年）、如貴太妃は皇考如皇貴妃に尊封された。
道光26年（1846年）、道光帝が崩御し、咸豊帝が即位すると、如皇貴太妃は皇考如皇貴太妃に尊封された。
咸豊10年（1860年）、逝去し、『恭順皇貴妃』の諡号を贈られ、昌陵の妃園寢に葬された。

## 子女
- 皇八女：（夭逝）
- 皇九女：慧愍固倫公主（夭逝）
- 皇五子：恵親王綿愉

## 伝記資料
- 『清史稿』